# Hội nghị Đại biểu Toàn quốc lần thứ I Đảng Lao động Dân chủ Xã hội Nga
Hội nghị Đại biểu Toàn quốc lần thứ nhất Đảng Lao động Dân chủ Xã hội Nga (RSDLP) được tổ chức tại Tampere (Tammerfors), Đại Công quốc Phần Lan, vào tháng 12 năm 1905. Được tổ chức giữa hai kỳ Đại hội Đảng lần thứ III và lần thứ IV, Hội nghị là một phiên họp không chính thức của nhóm Bolshevik. Hội nghị đặc biệt khi diễn ra cuộc gặp lần đầu tiên giữa Vladimir Lenin và Joseph Stalin. Hội nghị đã quyết định từ bỏ việc tham gia Duma Quốc gia mới và các cuộc bầu cử liên quan, và thay vào đó bắt đầu một cuộc nổi dậy vũ trang chống lại chính phủ Đế quốc Nga, một động thái cuối cùng để dẫn đến Cách mạng Tháng Mười năm 1917.
Hội nghị Tampere được tiến hành một cách bí mật, và có ít tư liệu về nghị trình Hội nghị. Các tài liệu duy nhất được biết còn lại là tư liệu in các nghị quyết đạt được tại phiên họp và báo cáo của Lenin về kết quả. Thời gian tổ chức chính xác hội nghị không đầy đủ. Các nguồn của Phần Lan cho rằng Hội nghị được tổ chức vào ngày 25 tháng 12, trong khi theo nhà sử học người Nga G.Kramolnikov, người đã viết về hội nghị vào những năm 1930, ghi chép Hội nghị đã được khai mạc trước đó, phiên họp đầu tiên vào ngày 23 tháng 12.

## Bối cảnh
Yêu cầu tổ chức Hội nghị Tampere đã xuất hiện trên tờ báo Bolshevik Novaya Zhizn vào cuối tháng 11 năm 1905. Lời mời đến các khu vực Bolshevik tổ chức bầu các đại diện tham dự một hội nghị ở Phần Lan, sẽ được khai mạc vào ngày 23 tháng 12. Hội nghị dự định là một cuộc họp của nhóm Bolshevik do Lenin lãnh đạo Đảng Lao động Dân chủ Xã hội Nga, được củng cố sau Đại hội Đảng lần thứ 3, được tổ chức tại London vào đầu năm. Tháng 11, nhóm Menshevik đã tổ chức "đại hội chung thứ hai" của riêng mình tại St. Petersburg. Tuy nhiên, tình trạng bất ổn sau Cách mạng Nga năm 1905 đã ngăn cản nhiều tổ chức khu vực Bolshevik gửi đại diện đến Tampere, bao gồm cả những người từ Moskva, Samara, và Nizhny Novgorod. Như vậy, cuộc họp đã được hạ thấp trong tình trạng từ đại hội đảng xuồng còn hội nghị.
Ngay trước hội nghị vào ngày 21 tháng 12, Xô viết Moscow (Hội đồng Công nhân), được kiểm soát bởi những người Bolshevik, đã quyết định bắt đầu một cuộc khởi nghĩa vũ trang. Khi bắt đầu hội nghị đảng, kết quả của cuộc khởi nghĩa vẫn chưa được biết đến. Hơn nữa, chính phủ Nga vừa ban hành luật bầu cử cho Duma Quốc gia mới, trở thành chủ đề tranh luận tại hội nghị.
Hội nghị dự định được tổ chức tại St.Petersburg, nhưng điều này sau đó được coi là không khả thi do tình trạng bất ổn đang diễn ra ở đó. Phần Lan được chọn là địa điểm mới của hội nghị vì không cần hộ chiếu để di chuyển tới đó. Yrjö Sirola, thư ký của Đảng Dân chủ Xã hội Phần Lan (FSDP), đã đề nghị thành phố Tampere, vì không có quân đội Nga nào đóng quân ở đó. Ngoài ra, thị trưởng của Tampere hoan nghênh các nhà hoạt động chống Sa hoàng, và thành phố là nơi có phong trào lao động công nhân mạnh mẽ. Lenin ban đầu phản đối lựa chọn Tampere, nhưng đã thay đổi quyết định sau cuộc tổng đình công diễn ra ở đó trong Cách mạng Nga năm 1905. Theo thông báo xuất hiện ở Novaya Zhizn, các đại diện tham dự hội nghị sẽ gặp nhau tại Ga Phần Lan ở St.Petersburg vào ngày 21 tháng 12, sau đó họ sẽ tiến hành di chuyển bằng tàu hỏa đến Tampere theo các nhóm nhỏ.

## Hội nghị

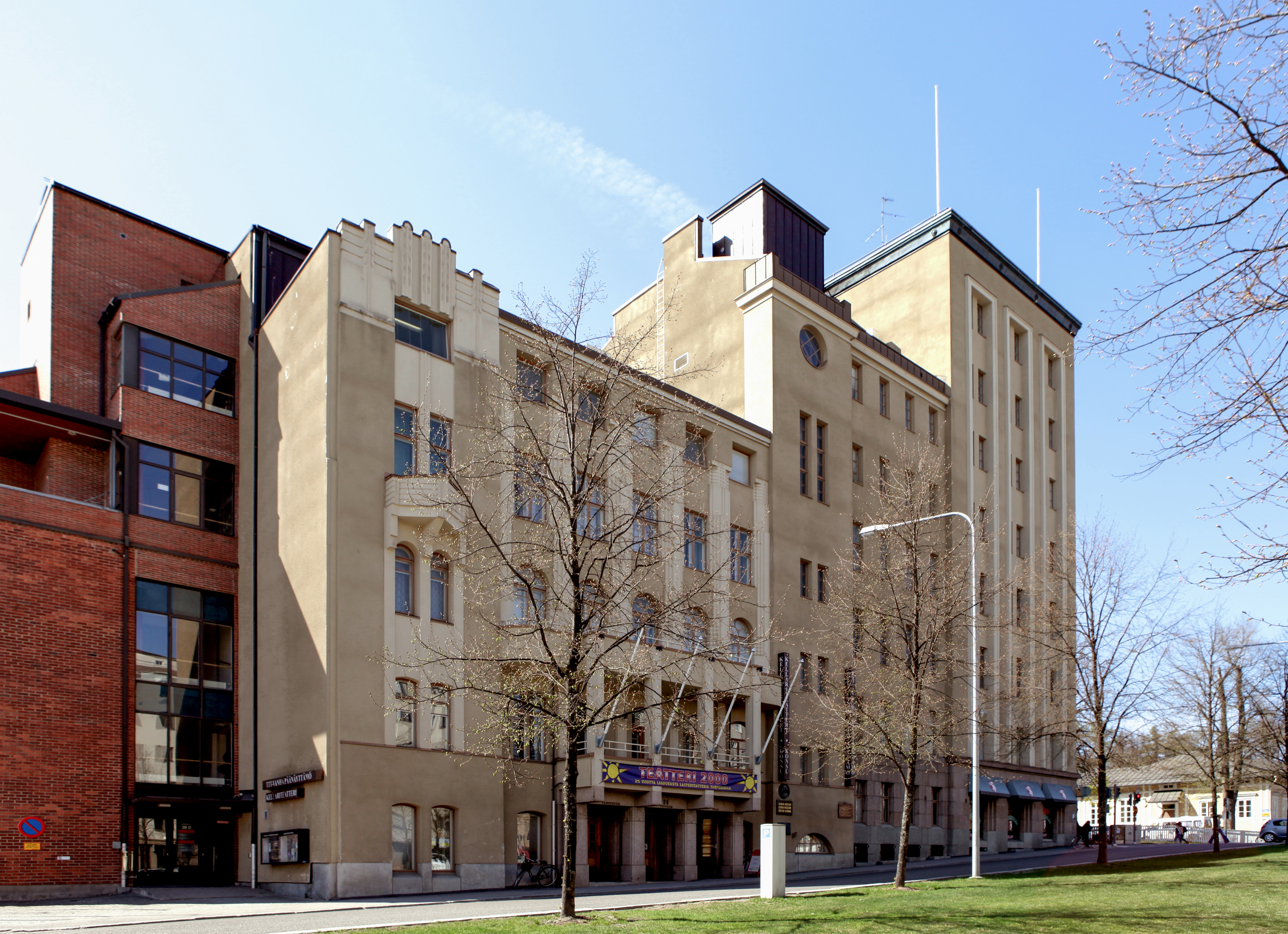
Hội trường Công nhân Tampere, nơi tổ chức Hội nghị

Hội nghị được tổ chức tại Hội trường Công nhân Tampere, được xây dựng bởi Công nhân Xã hội Tampere như là một trung tâm văn hóa và giải trí "Ngôi nhà Nhân dân" cho tầng lớp lao động. Hội trường được coi là một nơi lý tưởng để tổ chức hội nghị, vì số lượng lớn các sự kiện và hoạt động được tổ chức ở đó cung cấp sự bảo vệ cho các hoạt động bí mật. Công nhân Xã hội đề nghị cung cấp không gian trong hội trường tự do, thiết lập nhóm bảo vệ theo dõi cảnh sát mật của Sa hoàng và cung cấp chỗ ở cho các đại biểu tại các khách sạn địa phương. Phiên họp hội nghị bắt đầu vào ngày 23 tháng 12, mặc dù nó không được khai mạc chính thức cho đến ngày hôm sau. Lenin được bầu làm chủ tịch, với Vladimir Goldman (được biết đến với bí danh Gorev) và Mikhail Borodin (được biết đến với bí danh Kiril) được chọn làm phó chủ tịch. Theo đề nghị của Lenin, tất cả các đại biểu hội nghị đều sử dụng bí danh, vì sợ bị cảnh sát mật phát hiện. Đại diện nổi tiếng của hội nghị bao gồm Fyodor Dan, Leonid Krasnin, Julius Martov, Alexei Rykov, Leo Laukki đại diện cho FSDP.
Tổng cộng có 41 đại biểu các tổ chức RSDLP khu vực từ khắp nước Nga đã tham dự hội nghị. Nghị trình đầu tiên là việc trình bày thông tin liên quan đến các sự kiện đang diễn ra ở từng khu vực của Nga và thảo luận về các hành động của Ban Chấp hành Trung ương RSDLP. Lenin đã đưa ra ít nhất hai bài phát biểu tại hội nghị, và những bài này sau đó đã được Stalin ca ngợi trong hồi ký của ông. Không khí tại hội nghị là môi trường thể hiện nhiệt huyết cách mạng vĩ đại, được vợ của Lenin, Nadezhda Krupskaya khen ngợi. Theo bà, các thành viên của Cận vệ đỏ Tampere thậm chí còn dạy người Nga cách bắn súng trường.
Vấn đề chính được nêu ra tại hội nghị là sự chia rẽ giữa phe phái Bolshevik và Menshevik trong đảng. Những người Bolshevik muốn thay đổi sự chia rẽ, nhưng sẽ không xem xét việc thỏa hiệp hệ tư tưởng Bolshevik trong việc tìm kiếm một giải pháp. Tại Tampere, Bolshevik đã xem xét các phương pháp để khôi phục sự hợp tác giữa hai phe, ngay cả khi sự chia rẽ chính thức không thể được giải quyết. Cuối cùng, hội nghị đã quyết định thay đổi sự chia rẽ giữa Bolshevik và Menshevik trên cơ sở bình đẳng giữa hai nhóm, và đưa ra sự ủng hộ cho việc sáp nhập các tổ chức khu vực Menshevik và Bolshevik song song.
Cũng đã xem xét "vấn đề nông nghiệp", một thuật ngữ được sử dụng bởi những người theo chủ nghĩa Mác để nói về cuộc thảo luận về việc nông dân ở nông thôn có ủng hộ một cuộc cách mạng vô sản ở thành thị hay không. Liên quan đến vấn đề này, hội nghị đã bỏ phiếu yêu cầu tịch thu toàn bộ đất tư nhân, nhà nước và nhà thờ. Cuối cùng, hội nghị đã thảo luận về các cuộc bầu cử sắp tới cho Duma Quốc gia mới thành lập. Hầu hết các đại diện tại hội nghị coi luật bầu cử Duma công khai gần đây là một "trò hề đại nghị", và kêu gọi tẩy chay các cuộc bầu cử. Lenin, cùng với Gorev, không đồng ý, cho rằng luật bầu cử có thể được khai thác theo lợi thế của những người Bolshevik, và cần phải linh hoạt trong nỗ lực kiềm chế quyền lực của Sa hoàng. Trước sự phản đối dữ dội, Lenin đã từ bỏ và tán thành lời kêu gọi tẩy chay bầu cử và tán thành cuộc nổi dậy vũ trang đang diễn ra ở Moscow, sau đó được thông qua. Một quyết định khác được đưa ra tại hội nghị là tổ chức lại đảng thành một khuôn khổ tập trung hơn, phù hợp với các nguyên tắc tập trung dân chủ của Lenin.

### Cuộc gặp của Stalin với Lenin
Cuộc gặp đầu tiên của Lenin và Stalin đã diễn ra tại một phòng họp trong Hội trường Công nhân Tampere. Stalin sau đó đã viết trong hồi ký của mình rằng cuộc gặp gỡ lúc đầu là một sự thất vọng. Ông đã cho rằng Lenin sẽ là một nhân vật vĩ đại, to lớn hơn mọi người khác, nhưng thay vào đó, ông thấy Lenin thấp hơn trung bình và trông không khác bất kỳ đại biểu nào khác có mặt tại hội nghị. Stalin cũng viết rằng ông nghĩ rằng theo thông lệ, những người vĩ đại sẽ đến muộn để tạo sự chờ đợi cho công chúng. Tuy nhiên, Lenin đến đúng giờ, trò chuyện với những người quen ở một góc bàn và chào hỏi các đại biểu một cách không chính thức. Stalin đã viết rằng, vào thời điểm đó, ông coi điều này là "vi phạm các quy tắc thiết yếu nhất định", nhưng sau đó nhận ra rằng đây là "sự đơn giản và khiêm tốn" cũng là phẩm chất lớn nhất của Lenin với tư cách là người lãnh đạo "đội ngũ và liên lạc" của nhân loại. Căn phòng nơi Lenin và Stalin gặp nhau hiện là một phần của Bảo tàng Lenin Tampere.